# Chapelle Sainte-Anne (Lorgues)
Pour les articles homonymes, voir Chapelle Sainte-Anne.

## Situation
La chapelle Sainte-Anne est située sur la commune française, de Lorgues dans le département du Var, en région Provence-Alpes-Côte d'Azur.
Elle se trouve dans le quartier sud de Lorgues, à la bifurcation entre le CD 10 (route des Arcs) et le départ du « Chemin de Sainte Anne ».

## Histoire
La chapelle a été construite, par souscription publique entre 1646 et 1648, à  l'initiative d'une confrérie rurale, pour apaiser la colère du Ciel, dont l'inclémence compromettait, depuis plusieurs années, les récoltes.
Pendant l'invasion des Autrichiens, elle est devenue un magasin de fourrage. Un temps abandonnée, elle a été rouverte au culte en 1769. Une fête votive intervient le 26 juillet et la messe y est régulièrement célébrée, notamment pour la solennité du 8 décembre.
Pendant la révolution (1796), elle a été vendue comme bien national, puis a été rendue à l’Église catholique en 1809. 
Rachetée le 15 avril 1797 par le notaire Henri Raybaud, celui-ci la rendit à l'archevêque d'Aix (dont dépendait alors la paroisse) le 15 juin 1809. Elle relève aujourd’hui de la Paroisse de Lorgues, Le Thoronet, Saint-Antonin du Var, Diocèse de Fréjus-Toulon.

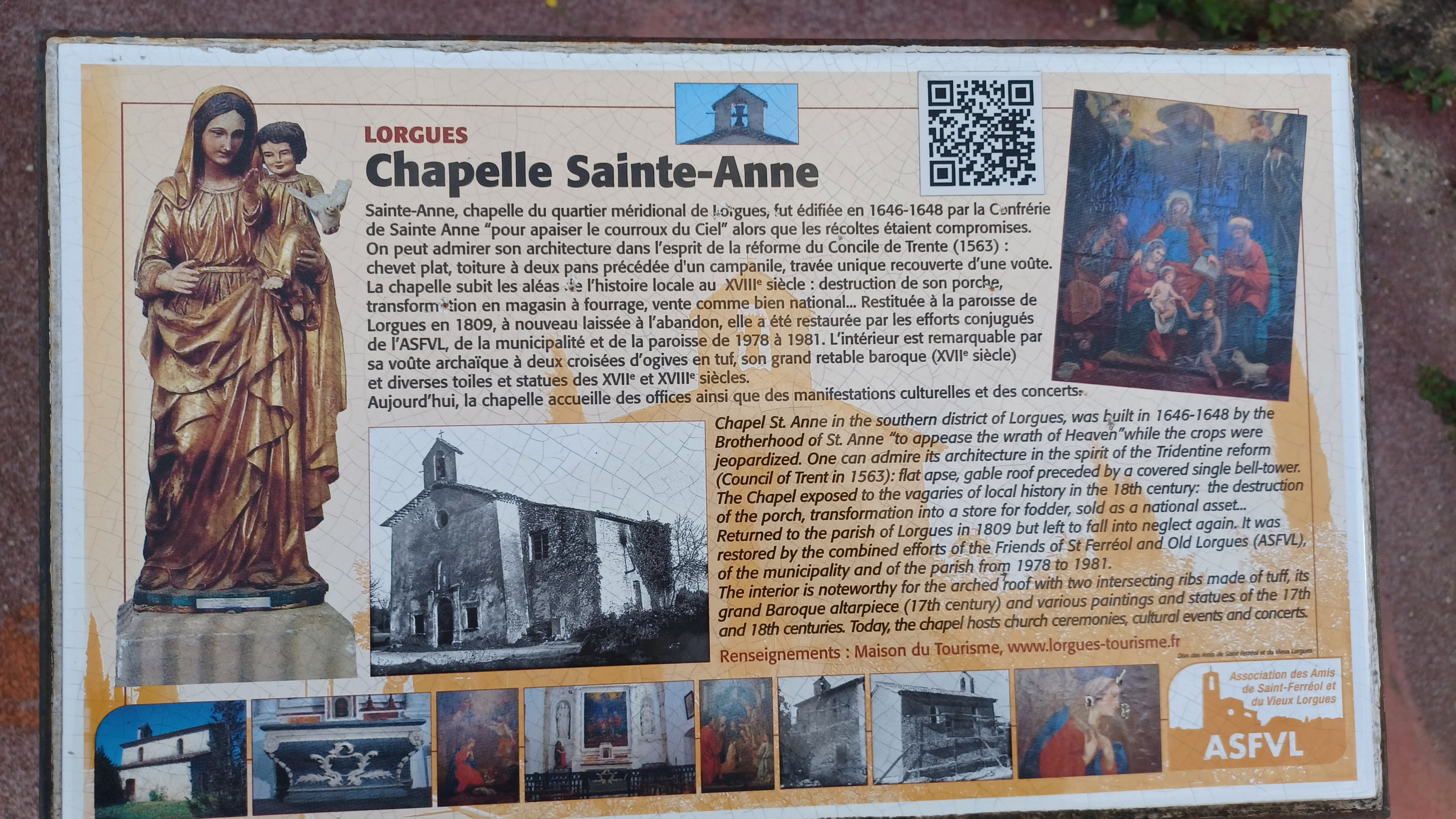
Chapelle Sainte-Anne : Panneau signalétique.
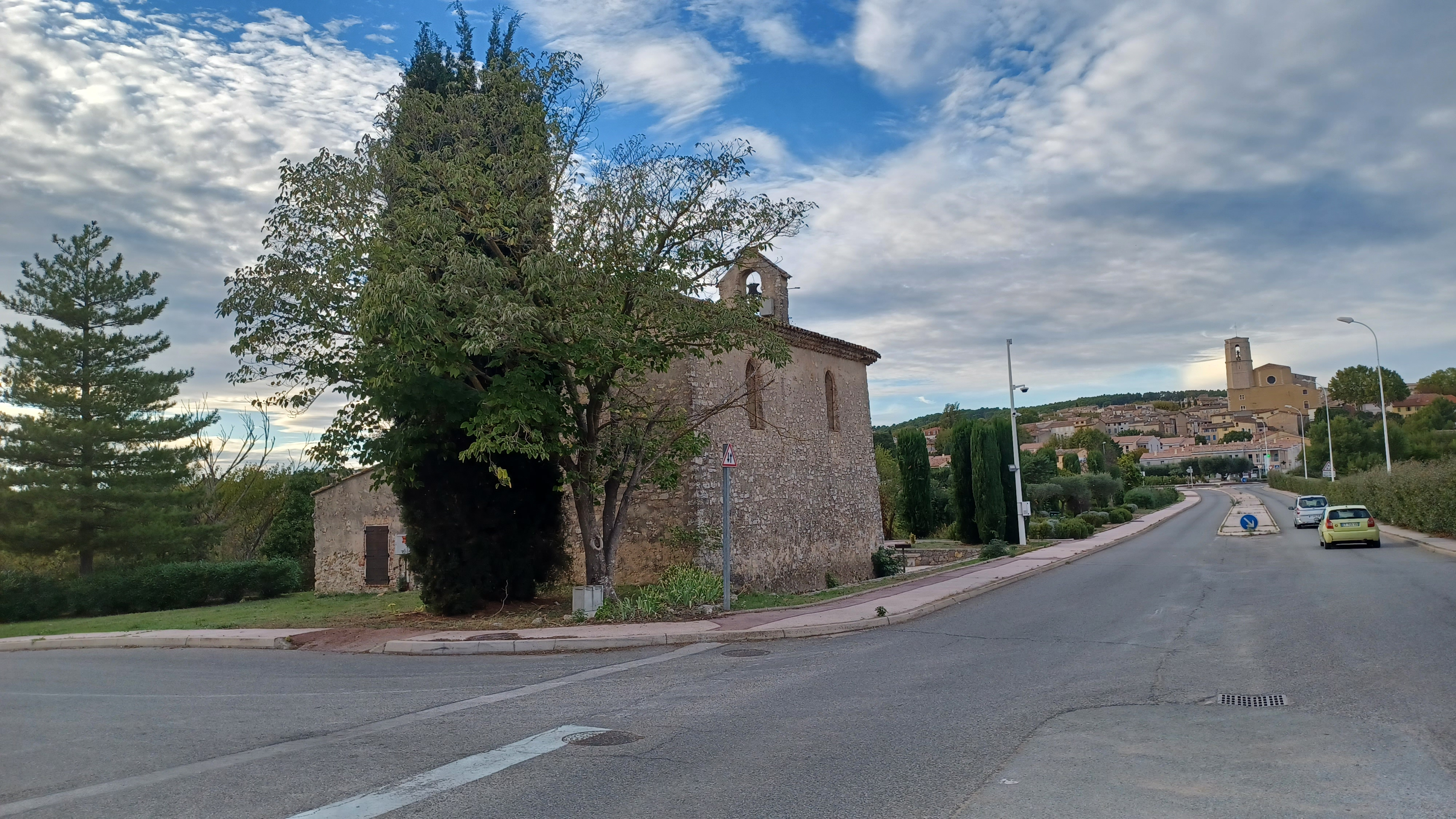
Chapelle Sainte-Anne au droit du CD 10 (route des Arcs).

## Description
La chapelle Sainte-Anne avait à l’origine un porche d’abri, supprimé en 1740. Mal entretenue après sa vente comme bien national, l’édifice a finalement été restauré en  1978-1981 par la paroisse, la municipalité et l'association des « Amis de Saint-Férréol et du Vieux Lorgues » (ASFVL), créée en 1972.
La voûte ogivale est à arc brisé.
La cloche d'origine dans le campanile, datant de 1655 et fondue lors de la Révolution française, a été remplacée en 1842 par Baudoin de Marseille.
Poids : 75 kg. Décoration: panse ornée d'un crucifix et de Sainte-Anne.
Inscription: " Laudate dominum in tympano, laudate eum in cymbalis" (Louez le Seigneur avec des cymbales retentissantes) et mention de la générosité des fidèles, à l'époque du chanoine d'Amico et du maire Antoine-Victor Blanc.
Les décors et éléments mobiliers :
- l'autel de Style Louis XIII avec ses colonnes torsadées et sculptées.
- un retable en stuc et des grandes toiles des XVIIIe et XIXe siècles représentant :

la Sainte Famille,
le Couronnement de la Vierge,
l’Annonciation,
la Présentation de Marie au Temple.
- Deux niches abritent des statues : la Sainte Vierge avec l'Enfant Jésus et de l’Éducation de la Vierge par Sainte Anne.

La chapelle accueille parfois des expositions de peinture durant l'été.